# Selenogyrinae
De Selenogyrinae zijn een onderfamilie van spinnen die behoort tot de vogelspinnen (Theraphosidae). Er zijn drie geslachten waarvan de meeste soorten in India voorkomen.

## Taxonomie
- Geslacht Annandaliella, Hirst, 1909
- Geslacht Euphrictus, Hirst, 1908
- Geslacht Selenogyrus, Pocock, 1897